# 이마이 도시아키
이마이 도시아키(일본어: 今井 敏明, 1954년 12월 29일 ~ )는 일본의 전 축구 선수이자 현 축구 지도자로 현재 대만 풋볼 프리미어리그의 타이베이 드래곤즈의 감독으로 재직 중이며 현역 시절 가와사키 프론탈레에서 활동했다.

## 생애 및 선수 시절
1954년 12월 29일 일본 사이타마현에서 태어나 1973년부터 1976년까지 와세다 대학에 진학했으며 1977년 가와사키 프론탈레에 입단하여 1981년까지 5시즌동안 뛰다가 선수 생활을 마감했다.

## 지도자 시절
선수 생활을 그만둔 후 지도자의 길로 접어들었고 1993년부터 2000년까지 FC 도쿄, 시로키 FC 세레나, 친정팀인 가와사키 프론탈레 등 J리그팀들을 지도했고 2005년부터 2007년까지 대만 남자 대표팀과 대만 여자 대표팀의 사령탑으로 지냈다. 
그리고 2011년부터 2시즌동안 간주 이와테 사령탑을 맡았다가 2016년 다시 대만 대표팀의 감독으로 지내다가 같은 해 몽골 축구 국가대표팀의 사령탑을 맡아 스리랑카와의 2016년 AFC 솔리대리티컵 B조 조별리그 2차전에서 몽골의 AFC 주관 대회 사상 첫 승을 지휘했으며 대회가 끝난 후 몽골 감독직에서 물러나 2017년에는 필리핀 풋볼 리그의 글로벌 세부의 감독을 맡았다가 물러났다.